# Каганбек
Каганбе́к-хан (старотат. غياث الدين قاغان بك خان‎, Гийас уд-Дин Каганбек-хан, Каган-бек, Каан-бек, Коан-бек, Кан-бай, Каан-бий, Каган-бий, Коганбай, Кари-хан, Айбек-хан) — хан Золотой Орды (1375—1377), тюменский хан (1375—1377).

## Биография
Был выходцем из Белой Орды, происходил из шибанидской ветви Джучидской династии. В 1375 году захватил Сарай и стал ханом Золотой Орды до своей смерти в 1377 году.